# Macodes
Macodes es un género de orquídeas de hábitos terrestres. Es originario de Nansei-shoto, Vietnam a Vanuatu.

## Descripción
Son orquídeas de hábitos terrestres, más aprecidas por su coloración y hojas que por sus pocas y pequeñas flores. Se encuentra en Indonesia. Su cultivo es similar al proporcionado a los géneros Ludisia y Anoectochilus. Este género está estrechamente relacionado con Ludisia pero difiere en no tener flores recogidas.

## Especies
| 1. Macodes angustilabris J.J.Sm., Bull. Jard. Bot. Buitenzorg, III, 11: 90 (1931). 2. Macodes celebica Rolfe, Bull. Misc. Inform. Kew 1899: 132 (1899). 3. Macodes cominsii (Rolfe) Rolfe, Orchid Rev. 19: 240 (1911). 4. Macodes cupida Ormerod, Lindleyana 17: 212 (2002). 5. Macodes dendrophila Schltr., Repert. Spec. Nov. Regni Veg. Beih. 1: 73 (1911). 6. Macodes megalantha Ormerod, Oasis Suppl. 3: 8 (2004). 7. Macodes obscura Schltr., Repert. Spec. Nov. Regni Veg. Beih. 1: 72 (1911). 8. Macodes petola (Blume) Lindl., Gen. Sp. Orchid. Pl.: 497 (1840). 9. Macodes pulcherrima Schltr., Repert. Spec. Nov. Regni Veg. Beih. 1: 72 (1911). 10. Macodes sanderiana (Kraenzl.) Rolfe, Bull. Misc. Inform. Kew 1896: 47 (1896). |

## Sinonimia
- Argyrorchis Blume
- Pseudomacodes Rolfe[1]